# Sillamäe
Sillamae (tiếng Nga: Силламяэ), là một thị trấn ở Ida - Viru County phía bắc của Estonia trên bờ biển phía nam của Vịnh Phần Lan. Nơi đây có dân số khoảng 16.183 người (tính đến ngày 01 tháng 1 năm 2010) và có diện tích 10,54 km². Sillamae nằm ở cửa sông Sõtke.